# Jens Tang Olesen
Jens Tang Olesen (* 27. září 1947) je bývalý dánský fotbalový trenér.

## Kariéra
Olesen zpočátku trénoval mužstva v nižších dánských ligách. Po působení v Skive IK převzal v roce 1980 tehdejší třetiligový Herning Fremad, který se pod jeho vedením stal mistrem 3. divize. V následující sezóně skončil jeho tým na třetí pozici v 2. dánské divizi a postoupil do 1. divize (tehdy nejvyšší dánské fotbalové ligy), díky čemuž byl Olesen vyhlášen trenérem roku.
Po konci v klubu Herning Fremad v roce 1984 Olesen trénoval tehdejší druholigové týmy Viborg FF a Boldklubben 1913, se kterým postoupil do 1. divize. Poté působil jako trenér ve Frederikshavn fI, Randers Freja a Nørresundby FB a později v nižších ligách.
Mezi lety 2003 až 2010 byl Olesen trenérem grónské fotbalové reprezentace a zároveň byl sportovním manažerem týmu Aarhus Fremad, kde v roce 2003 působil i jako trenér. Poté se stal na začátku roku 2004 trenérem Vejle Boldklubu.